# Centralni bantu jezici zone K
Centralni bantu jezici zone K (privatni kod: cnbk) skupina od (27) centralnih bantu jezika iz Demokratske Republike Kongo, Zambije, Angole i Namibije. Predstavnici su:
a. Chokwe-Luchazi (K.20) (9): chokwe, luchazi, luimbi, luvale, mbunda, mbwela, nkangala, nyemba, nyengo;
b. Diriku (K.70) (1): diriku;
c. Holu (K.10) (4): holu, kwese, phende, samba;
d. Kwangwa (K.40) (6): kwangali, luyana, mashi, mbowe, mbukushu, simaa;
e. Mbala (K.60) (1): mbala;
f. Salampasu-Ndembo (K.30) (3): lunda, ruund, salampasu;
g. Subia (K.50) (3): fwe, subiya, totela;

## Vanjske poveznice
- Ethnologue (14th)
- Ethnologue (15th)